# Sedan (prova nuclear)
Storax Sedan va ser una prova nuclear superficial realitzada en l'àrea 10 de Yucca Flat a la Zona de Proves de Nevada el 6 de juliol de 1962, com a part de l'Operació Plowshares, un programa per investigar l'ús d'armes nuclears per a la mineria, craterització i altres fins civils. La pluja radioactiva de la prova va contaminar més nord-americans que qualsevol altra prova nuclear i el cràter Sedan es va convertir en el cràter artificial més gran als Estats Units i és inclòs al llistat en el Registre Nacional de Llocs Històrics.

## Efectes

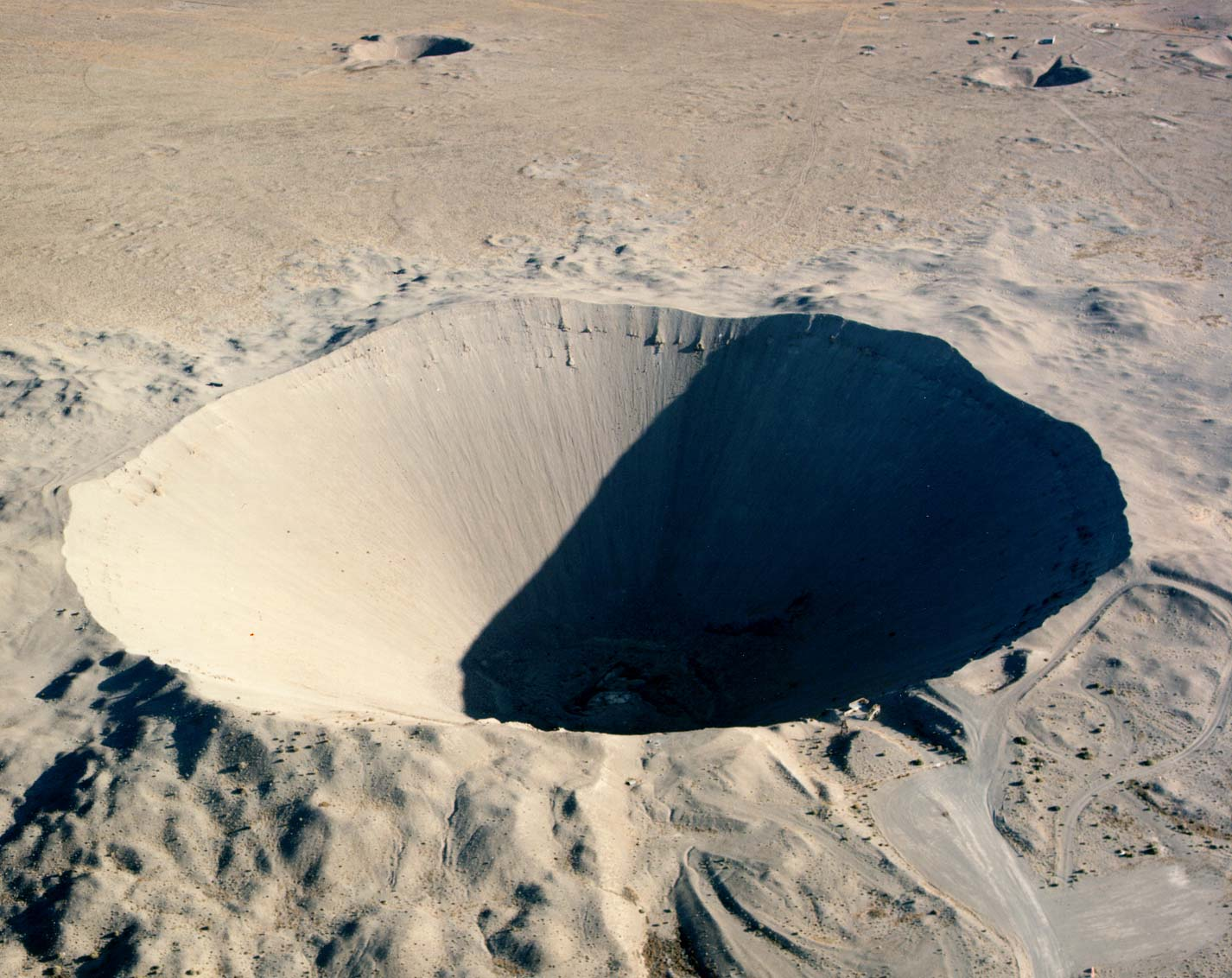
Cràter Sedan.

Sedan va ser un dispositiu termonuclear amb un rendiment de fissió de menys del 30% i una fusió prop de 70%. La prova va ser assignada dins de l'any fiscal de l'Operació Storax, però funcionalment va ser part de l'Operació Plowshares, i el protocol d'assaig va ser patrocinat i dirigit per Laboratio Nacional Lawrence Livermore amb una implicació mínima del Departament de Defensa dels Estats Units. L'artefacte explosiu es va ubicar en un pou perforat a la sorra d'una plana fluvial a 194 metres de profunditat. L'explosió de fusió-fissió va tenir un rendiment equivalent a 104 quilotones de trinitrotoluè (435 terajoules) i va aixecar una núvol de terra de 88.392 m sobre el terra del desert abans que es dispersi als tres segons després de la detonació, remenant i expulsant més d'11.000.000 kg. de terra. El cràter resultant va tenir 100 m de profunditat amb un diàmetre d'aproximadament 390 m. Una àrea circular de cinc milles va ser enfosquida des del lloc d'explosió per un núvol de pols d'expansió ràpida, similar als fluxos piroclàstics de l'erupció d'un volcà. L'explosió va causar les ones sísmiques equivalents a un terratrèmol de 4,75 en l'escala de Richter. El nivell de radiació a la boca del cràter a 1 hora després de l'explosió va ser de 500 R per hora.

## Pluja radioactiva

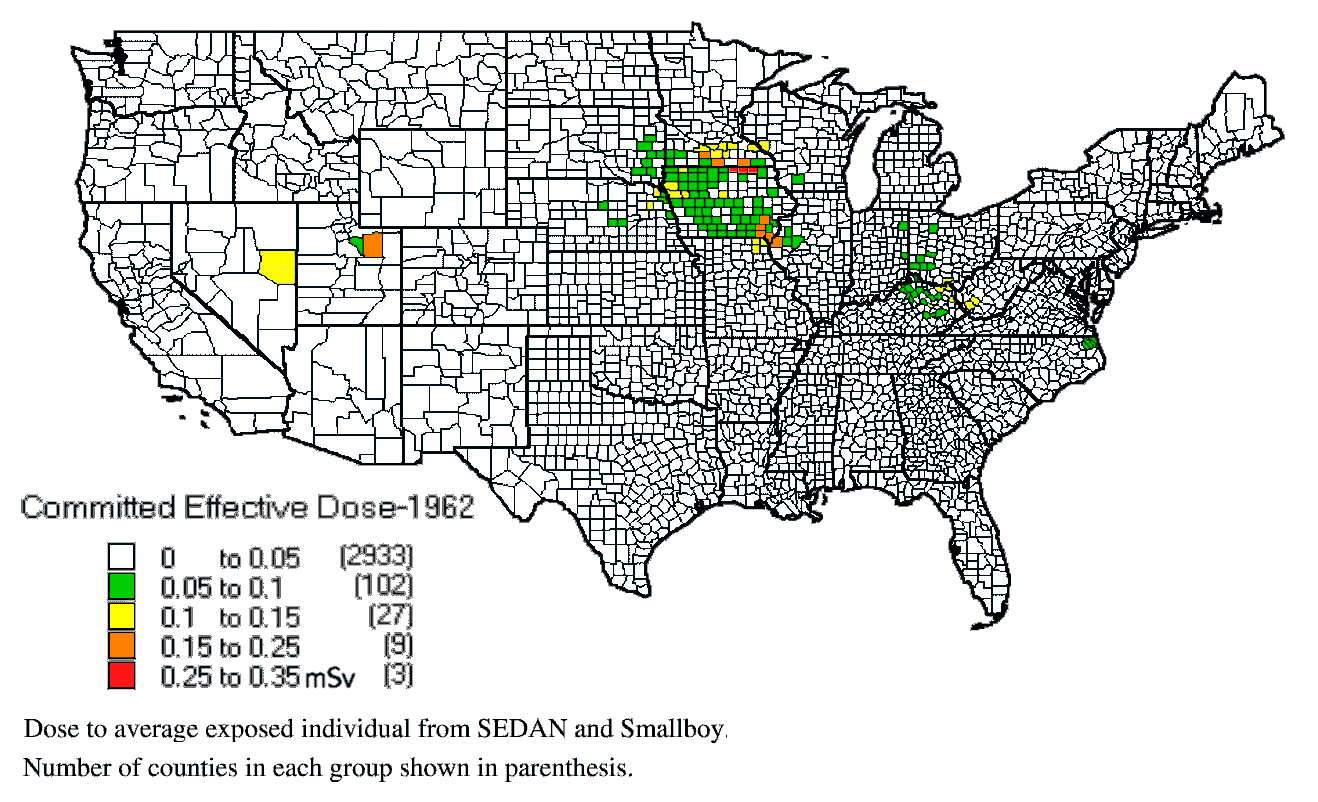
Comtats dels Estats Units que mesuraren els nivells més alts de radioactivitat provinent de les detonacions Sedan i "Small Boy" Unitats mS

Les deu exposicions de radiació més altes a residents dels Estats Units en proves nuclears

L'explosió Sedan va crear un núvol radioactiu que se separà en dues plomes, pujant 3 km i 4.9 km respectivament. Les dues plomes es dirigiren cap al nord i després cap a l'est en direcció a l'Oceà Atlàntic. Una gran quantitat de pluja radioactiva caigué durant el seu camí, dispersant-se en una estrat franja i afectant un petit nombre de comtats. La radioactivitat detectada fou especialment alta en vuit comtats d'Iowa i un comtat de Nebraska, Dakota del Sud i Illinois.